# High School Musical: The Musical: The Series
Liceul muzical: The Musical: Seria este un serial american de televiziune musical creat pentru Disney + de Tim Federle și este inspirat de seriile de filme High School Musical. Seria este produsă de Chorus Boy și Salty Pictures în asociere cu Disney Channel, cu Oliver Goldstick funcționând ca showrunner pentru primele patru episoade. El a fost succedat de Federle ca showrunner pentru restul primului sezon.
Seria urmărește un grup de adolescenți pasionați care participă la o înscenare a Liceului Musical: The Musical ca producție școlară. Personajele principale sunt jucate de Olivia Rodrigo, Joshua Bassett, Matt Cornett, Sofia Wylie, Larry Saperstein, Julia Lester, Dara Reneé, Frankie Rodriguez, Mark St. Cyr și Kate Reinders. Liceul muzical: The Musical: Seria a avut premiera pe Disney Channel, ABC și Freeform, ca o previzualizare a simulcast-ului pe 8 noiembrie 2019, înainte de lansarea sa pe Disney + pe 12 noiembrie  Primul sezon este format din 10 episoade. În octombrie 2019, înainte de debutul seriei, Disney + a reînnoit seria pentru un al doilea sezon. Serialul a primit un răspuns pozitiv, recenzii critice subliniind performanțele distribuției. Acesta a fost nominalizat la GLAAD Media Award în 2020 pentru programele de excepție pentru copii și familie.

## Distribuție și personaje
Olivia Rodrigo în rolul lui Nini Salazar-Roberts, un pasionat de teatru muzical, care este rolul lui Gabriella Montez. 
Joshua Bassett în rolul lui Ricky Bowen, chitarist și skateboarder care s-a întâlnit anterior cu Nini, care este distribuit ca Troy Bolton în ciuda lipsei sale de interes inițiale pentru musical Matt Cornett cu E. J. Caswell, un pasionat de teatru jock Nini s-a întâlnit anterior în tabăra de teatru, care este distribuită ca Chad Danforth și subestimarea pentru Troy. Sofia Wylie în rolul Ginei Porter, studentă în transferuri cu ambiții de teatru, care este rolul lui Taylor McKessie și discretia pentru Gabriella Larry Saperstein în rolul lui Big Red, cel mai bun prieten al lui Ricky, care se ocupă de director de scenă pentru producție ori de câte ori Natalie nu este disponibilă, în ciuda lipsei de cunoștințe despre teatru. Ulterior i se arată că are talente ascunse în dansul de la robinet și în cunoștințe de electronică. Julia Lester în rolul lui Ashlyn Caswell, vărul lui E. J. și un aspirant compozitor, care este rolul doamnei Darbus Dara Reneé ca Kourtney, cea mai bună prietenă a lui Nini și o feministă autoproclamată, care lucrează în departamentul de costum al muzicalului Frankie Rodriguez ca Carlos Rodriguez, coregraful producției, care lucrează alături de Miss Jenn Mark St. Cyr în rolul lui Benjamin Mazzara, profesorul STEM al East High, care este împotriva concentrării școlii pe arte Kate Reinders în rolul domnișoarei Jenn, noua profesoară de dramă a East High, care a apărut în filmul original al liceului muzical, ca dansatoare de fond și dirijează producția școlii. recurente Editare Joe Serafini în rolul lui Seb Matthew-Smith, un student care este distribuit în rolul lui Sharpay Evans. Începe o relație cu Carlos. Alexis Nelis în rolul lui Natalie Bagley, managerul de scenă pentru producție Nicole Sullivan și Michelle Noh ca Carol și Dana, mamele lui Nini Jeanne Sakata ca Malou, bunica lui Nini Alex Quijano ca Mike Bowen, tatăl lui Ricky, a cărui soție este înstrăinată și trăiește în prezent în Chicago Valente Rodriguez în calitate de principal Gutierrez Beth Lacke ca Lynne Bowen, soția lui Mike și mama lui Ricky, care se întoarce să anunțe că ea și Mike divorțează. Invitat Editare Kaycee Stroh ca Kaycee, membru al consiliului școlar. Stroh a interpretat-o pe Martha Cox în filmul original. Lucas Grabeel ca el însuși, apărut într-o secvență de vis. Grabeel l-a interpretat pe Ryan Evans în filmul original.

## Producție
Pe 9 noiembrie 2017, a fost anunțat că Disney dezvoltă o adaptare a serialelor de televiziune a seriei lor de filme muzicale High School create de Peter Barsocchini  Seria trebuia să aibă premiera pe serviciul de streaming de atunci, fără nume, Disney  Compania plănuise să adapteze franciza pentru televiziune și s-a apropiat de creatorul Tim Federle pentru a dezvolta o idee pentru o serie. Ferderle a lansat seria în stil documentar în ianuarie 2018 și a continuat să scrie proiecte ale unui scenariu împreună cu Disney Channel
La 30 mai 2018, a fost anunțat că Federle va servi ca scriitor și producător executiv pentru serial Pe 6 septembrie, Disney a dat oficial producției o comandă de serie pentru un prim sezon format din zece episoade Oliver Goldstick trebuia să funcționeze ca showrunner și un producător executiv suplimentar, în timp ce Julie Ashton va supraveghea procesul de casting Alături de acest anunț, a fost dezvăluit, de asemenea, că spectacolul va fi de genul mockumentary și a fost publicată o listă de nume de personaje și descrieri.  Până în mai 2019, Goldstick părăsise seria peste „diferențele creative”, ocupând rolul de showrunner pentru primele patru episoade Seria este produsă în asociere cu Disney Channel.
În octombrie 2019, înainte de lansarea primului sezon, Disney + a reînnoit seria pentru un al doilea sezon. Federle a declarat că complotul din cel de-al doilea sezon nu va învârti în jurul unei producții de High School Musical 2; a fost dezvăluit în februarie 2020 că producția prezentată va fi Beauty and the Beast.  Al doilea sezon va consta din douăsprezece episoade.
scriere
Federle s-a inspirat pentru stilul mockumentar al seriei din alte filme și programe precum Waiting for Guffman și The Office El a fost inspirat să creeze o serie care înfățișa muzica ca temă centrală, în timp ce se baza și pe experiența sa ca fost interpret de pe Broadway.
Seria este inclusă în reprezentarea LGBTQ, cu două personaje gay prezentate: Carlos și Seb. Într-un interviu pentru The Advocate, Frankie Rodriguez l-a creditat pe Federle pentru că a scris personajul său Carlos ca fiind homosexual, fără să atragă tropele unui personaj tipic. Personajul Seb joacă rolul lui Sharpay în musical, un exemplu de casting ne-tradițional de gen. Seria începe explorarea unei relații de același sex atunci când Carlos îl cere pe Seb să danseze școala în episodul „Homecoming”. Seria prezintă, de asemenea, părinții de același sex prin cele două mame ale lui Nini, Carol și Dana.Pe lângă această reprezentare, seria include și teme precum divorțul.
Casting
Federle și-a exprimat importanța de a juca adolescenți adevărați în rolurile principale pentru a adăuga autenticitate în seria de licee.  Pe 17 octombrie 2018, a fost anunțat că Joshua Bassett a fost jucat într-un rol principal. Restul distribuției a fost anunțat pe 15 februarie 2019, incluzând Sofia Wylie ca Gina, Kate Reinders ca Miss Jenn și Olivia Rodrigo ca Nini. Federle a confirmat în noiembrie 2019 că un membru fără rol din filmul original va face o apariție cameo printr-o secvență fantezistă. După ce a fost înscris ca un artist prezentat pe coloana sonoră, Lucas Grabeel, care l-a interpretat pe Ryan Evans, a fost confirmat că va face o apariție în serial. Grabeel apare în episodul "The Tech Rehearsal" ca o versiune ficționalizată a lui însuși, interpretând într-o melodie alături de Reinders. Kaycee Stroh, care a interpretat-o pe Martha Cox, face, de asemenea, o apariție cameo în episodul „Ce echipă?”
În decembrie 2019, a fost raportat că Joe Serafini, care îl joacă pe Seb Matthew-Smith, va fi promovat în distribuția principală pentru cel de-al doilea sezon. Alte adăugiri la distribuția recurentă au fost dezvăluite la începutul anului 2020: Roman Banks ca Howie; Olivia Rose Keegan ca Lily; și Derek Hough ca Zack, fostul iubit al domnișoarei Jenn
Filmarea
Producția din primul sezon a început pe 15 februarie 2019, în Salt Lake City, Utah și s-a încheiat pe 30 iunie. [6] [37] Preproducția din cel de-al doilea sezon a început în februarie 2020, dar a fost oprită din cauza pandemiei COVID-19.
Stilul mockumentar al seriei este realizat prin configurarea unei singure CAMERE  cu camerele de mână utilizate pentru a crea imagini șubredă și zoom. În plus, capetele vorbitoare sunt utilizate pentru a permite personajelor să-și exprime gândurile interioare în timp ce vorbesc cu camera foto.  Aceste scene reprezintă „ziua de astăzi” din poveste, în timp ce flashback-urile către Nini și relația trecută a lui Ricky sunt filmate mai tradițional

## Muzică
Primul sezon conține nouă melodii originale, cu o nouă piesă de muzică prezentată în fiecare din primele nouă episoade. Majoritatea melodiilor sunt interpretate în direct de actori. Unii actori și-au însoțit propriile spectacole pe instrumente precum chitara. Rodrigo a scris o melodie originală pentru serialul „All I Want” și a co-scris „Just for a Moment” cu Bassett și producătorul de muzică Dan Book. Federle a declarat că tonul său inițial a inclus ideea de a dezvolta piese originale pentru serial Steve Vincent, care a lucrat la filmele originale, a servit ca supraveghetor muzical al seriei și a furnizat mai mulți compozitori pentru a scrie muzică nouă El a primit, de asemenea, declarații de la compozitori cu sediul în Los Angeles
Coloana sonoră pentru primul sezon, cu piese noi și redări de piese din filmul original, a fost lansată pe 10 ianuarie 2020 de către Walt Disney Records. În timpul lansării, piesele selectate au fost disponibile săptămânal pentru a se corela cu episoadele distribuite
Pe lângă piese noi și versiuni noi de piese din filmul original, cel de-al doilea sezon va avea piese din muzica Disney Beauty and the Beast, scrisă de Alan Menken, Howard Ashman și Tim Rice

## Lansare
Primul episod din High School Musical: The Musical: Series a fost difuzat pe Disney Channel, ABC și Freeform în 8 noiembrie 2019, [1] înainte de lansarea sa pe serviciul de streaming Disney + pe 12 noiembrie 2019, [45] în 4K HDR. [46] Episoadele au fost lansate săptămânal, mai degrabă decât toate odată.  Prima finală de sezon a fost lansată pe 10 ianuarie 2020 
Marketing Editare
Primul afiș și trailerul programului au fost lansate pe 23 august 2019, pe panoul Disney + la D23 Expo 2019. Primul episod a fost ecranizat și alături de o discuție completă găzduită de membrul distribuției High School Musical Corbin Bleu
Seria însoțitoare
O scurtă formă din spatele scenei intitulată High School Musical: The Musical: The Series: Extra Credit a fost lansată săptămânal pe YouTube și adăugată la Disney + pe 17 ianuarie 2020 [mai bună sursă necesară] Seria prezintă interviuri distribuite. , filme de repetiție și alte clipuri din producția seriei O versiune actualizată a primului sezon intitulat High School Musical: The Musical: The Series: The Sing – Along, marcat ca un cântec împreună cu versuri pe ecran la melodiile prezentate, a fost, de asemenea, lansat pe 17 ianuarie

## Receptie
Simularea de previzualizare a primului episod din 8 noiembrie 2019, a fost vizualizată de 2,03 milioane pe ABC, pe lângă 474.000 pe Disney Channel și 293,000 în timpul difuzării sale Freeform. 
Emisiunea a primit 2,8 milioane de spectatori în total.
Răspuns critic
Site-ul agregatorului de recenzii Rotten Tomatoes a raportat o notă de aprobare de 74% pentru primul sezon, cu un rating mediu de 7,41 / 10 pe baza a 31 de recenzii. Consensul critic al site-ului se arată: "High School Musical: The Musical: The Series se aseamănă predecesorii săi un pic prea îndeaproape pentru a fi cu adevărat începutul a ceva nou - deși fanii francizei pot găsi doar ceea ce au căutat în stilurile sale nostalgice. " Metacritic, care utilizează o medie ponderată, a atribuit un scor de 64 din 100 bazat pe 16 critici, indicând„ recenzii în general favorabile "
Vinnie Mancuso din Collider a descris serialul ca fiind „înfricoșător de limbă în obraz” Kelly Lawler a exprimat că seria este o „scrisoare de dragoste” pentru producțiile de teatru din liceu într-o recenzie pentru USA Today Kendra Cleary din Hypable a declarat că serialul captează energia filmului original, introducând în același timp un set relatabil de personaje care nu sunt la fel de stereotipice ca Troy și Gabriella Cu toate acestea, Caroline Framke of Variety a sugerat că unele elemente ale programului sunt prea asemănătoare cu abordarea „bidimensională” a filmului inițial  Insider's Libby Torres a declarat că serialul nu avea "energia infecțioasă" a filmului original și că a găsit premisa jertfă Mancuso s-a opus stilului mockumentar al seriei, menționând că formatul distrage de la alte umor din episoade
/ Ethan Anderton al filmului a remarcat această tehnică ca fiind anorganică și inutilă În schimb, Cleary a enumerat capetele vorbitoare drept unul dintre aspectele ei preferate ale seriei Daniel Toy din Tom's Guide a indicat modul în care tehnicile ajută la evitarea necunoașterii cu personajele Î
În blogul său Laughing Place, Alex Reif a spus că serialul se adresează mai mult adulților decât filmele originale. Joel Keller de la Decider a sugerat că vizualizarea seriei nu necesită o înțelegere a francizei originale
Shannon Miller din The A.V. Club a lăudat talentul distribuției, în special Rodrigo și Bassett pentru abilitatea lor muzicală și „manipularea materialului dramatic” Scriind pentru Decider, Kayla Cobb a declarat că cele două elemente au o chimie romantică semnificativă Megan Peters, de la Comicbook.com, l-a făcut pe Rodrigo pentru interpretarea personalității sale „prudente” a lui Nini, iar Keller a descris-o drept „mai ales magnetică” Anderton a aplaudat și distribuția și a sugerat că seria nu prezintă același „stil de acțiune exagerat” ca și materialul sursă Coregrafia emisiunii a fost lăudată, precum și Wylie pentru capacitatea ei de dans Toy a descris cronica comedică a lui Rodriguez drept Carlos drept „impecabil” Anderton, Peters și Framke au asemănat performanța lui Kate Reinders ca „excesivă” a domnișoarei Jenn cu Kristin Chenoweth
Serialul a fost asemănat cu Glee pentru temele sale, precum și pentru combinația sa de muzică și dramă  Framke a descris serialul ca fiind o „versiune dulce și foarte stupidă a lui Glee”, iar Peters a remarcat asemănări prin „tăieturile rapide și sfărâmături Cu toate acestea, Miller a declarat că High School Musical folosește muzica mai mult ca element literal decât abstract în povestea Cleary a menționat că seria nu este în sine un muzical și că melodiile apar organic, înfășurate prin audiții și repetiții
Analizând muzica, Mancuso și Toy și-au exprimat interesul pentru program, continuând să ofere piese noi, pe lângă coloana sonoră a filmului original. Cleary a lăudat scorul „vibrant și nostalgic Cobb a apreciat abilitățile vocale ale distribuției principale și l-a descris pe Rodrigo drept „un talent deosebit de pronunțat” cu o voce dulce și sinceră